# Andrés Vilanova
Andrés Vilanova (n. 27 de agosto de 1979 en Madrid, España), también conocido como Andy y anteriormente como El niño, es un baterista, compositor y productor musical español nacionalizado argentino, exbaterista de A.N.I.M.A.L. y  Carajo.

## Biografía

### Comienzos
Andrés Vilanova nació en la ciudad de Madrid, ya que sus padres se habían establecido en España como consecuencia de los intensos conflictos políticos que se vivían en la Argentina en esos tiempos. Es hijo del guitarrista argentino de blues, Don Vilanova antes conocido como Botafogo.
A los trece años, ya en Argentina, buscó la guía de un profesor, el primero fue Héctor Ruiz a quien siguió Juan Rodríguez, y por último Daniel "Pipi" Piazzolla.

### Carrera con A.N.I.M.A.L. y alejamiento
A los 16 años, comenzó a estudiar con Martín Carrizo, a quien admiraba por su actuación en A.N.I.M.A.L.. Carrizo se alejó de la banda que, consecuentemente, tuvo que buscar un nuevo baterista. Andrés no perdió la oportunidad para postularse. Entregó un video grabado por él a Marcelo Corvalán, "Corvata", el bajista de la banda, donde se lo se lo veía a Andrés interpretando «Sólo por ser indios», «Guerreros urbanos» y «Esperando el final». 
El material finalmente impresionó bien a los integrantes del grupo, quienes lo incorporaron a A.N.I.M.A.L, luego de probarlo personalmente. Debido a la diferencia de edad con el resto de los integrantes, fue allí donde lo apodaron como "El niño".
Con sólo 18 años, Andrés ya estaba viajando a Los Ángeles (EE. UU.), donde colaboró en la grabación de Poder latino, y un año más tarde grabó Usa toda tu fuerza, cuarto y quinto discos respectivamente de la banda. 
A los veinte años, ya había salido de gira por varios países de Latinoamérica y Europa, como integrante de una de las bandas más importantes del metal argentino. Además participó junto a la banda, del disco en vivo Pappo y amigos, para el cual grabó las canciones «Triple 6» y «Cabeza de martillo».
Después de tres años de formar parte de A.N.I.M.A.L., Andrés decidió alejarse del grupo por no sentirse valorado como debía y para dedicarse a su evolución personal y musical. Marcelo Corvalán, por su parte, también decidió separarse de la banda.

### Carrera con Carajo, proyectos paralelos y actualidad

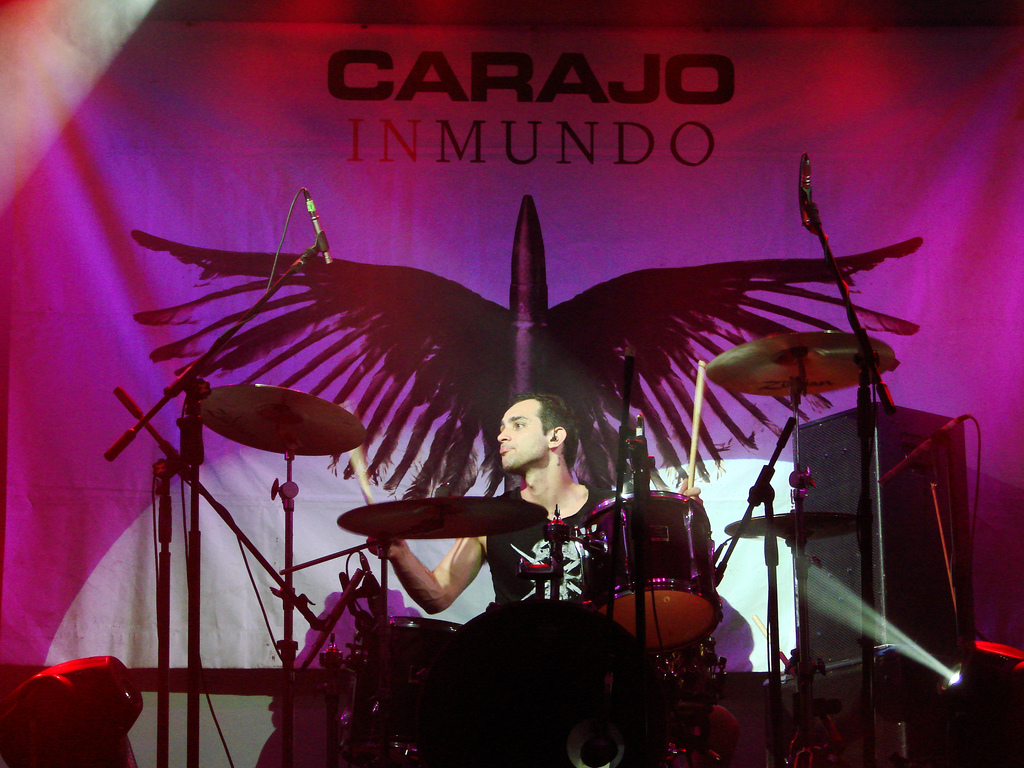
Andrés Vilanova durante una gira en 2008 con Carajo en la ciudad de Monterrey, México

A mediados del año 2000 Andrés y Corvata se encontraron para arreglar asuntos pendientes y en ese encuentro ambos coincidieron en la necesidad que sentían de armar, entre los dos, un proyecto que los abarque artísticamente. Comenzaron a tocar juntos sin proyecto fijo, solo por la satisfacción de hacer música. En esas sesiones de "música por la música", se incorporó Hernán Langer, un amigo guitarrista de Andrés, con el que tocaba esporádicamente, cuando sus giras se lo permitían. 
Rápidamente, el trío —Andrés en batería, Corvata en bajo y Hernán en guitarra—, bautizado como Carajo, en pocos meses y a pulmón, ya tenían un demo para la prensa con las canciones «Salvaje», «Pura vida» y «La Guerra y la Paz».
En 2008 fue invitado por Pedro Aznar para grabar 7 temas de su disco Quebrado.
Desde 2010 administra junto a sus compañeros de banda los "Estudios Joder" en Villa Ortúzar, Buenos Aires, en donde componen, mezclan y graban sus temas propios y de otras bandas que alquilan. Además se dedica como productor artístico de otras bandas de la cultura under, habiendo iniciado su carrera como productor y coautor de letras con su propio padre en el álbum Don Vilanova en el año 2002.
Andrés se ha incorporado al Conservatorio Municipal de Música "Juan Pedro Esnaola" para perfeccionar su formación integral como músico.
En 2020 la banda Carajo anunció su ruptura. Vilanova en un posteo de Instagram argumentó que la relación con los integrantes de la banda se desgastó y les fue imposible seguir con el proyecto a casi un año de haber sacado "Basado en Hechos Reales". 
A inicios de 2022 Vilanova fue presentado a través Instagram como el baterista de la banda en vivo de Duki.

## Discografía

### Con A.N.I.M.A.L
- Poder latino (1998) (Nota: aunque participó de la grabación del álbum, las baterías fueron en realidad grabadas por Jimmy DeGrasso)
- Usa toda tu fuerza (1999)

### Con Carajo
- Carajo (2002)
- Carajografía (2003)
- Atrapasueños (2004)
- Electrorroto acustizado 2.1 (2005)
- Inmundo (2007)
- El mar de las almas (2010)
- Frente a Frente (2013)
- Hoy como ayer (2016)
- Basado en Hechos Reales (2019)